# Пирич, Ивица
Ивица Пирич (хорв. Ivica Pirić; род. 24 января 1977, Сплит) — хорватский футболист, полузащитник. После завершения игровой карьеры работает агентом ФИФА. С 2016 года — почётный консул Украины в Хорватии. С 2018 по 2019 год — совладелец и президент ФК «Арсенал-Киев».

## Биография
Воспитанник «Хайдука» из родного города, где и начал свою карьеру футболиста, однако уже в 1998 году уехал в Германию, где недолго выступал за нижнелиговый «Ульм 1846».
В течение 1999—2002 годов играл в «Загребе», которому в сезоне 2001/02 помог стать чемпионом Хорватии.
С 2003 года переехал на Украину, где стал выступать за киевский «Арсенал». Там он стал дружить с другими хорватскими легионерами в чемпионате Украины — «динамовцами» Йерко Леко и Гораном Сабличем, а также «горняком» Дарио Срной. С последним открыл в Киеве кафе «Спорт-Крепс».
Летом 2007 года из-за конфликта Пиричу запретили участвовать в профессиональных матчах и вскоре «канониры» разорвали контракт с игроком.
В начале 2008 года вернулся на родину, где стал выступать за «Трогир». В 2009 году перешёл в «Сплит», где завершил карьеру осенью 2010 года.
После завершения карьеры игрока стал агентом, открыв свое агентство в Хорватии. После этого получил лицензию агента ФИФА и тесно сотрудничает с украинским футболом. Именно с помощью Ивицы был проведён трансфер Николы Калинича в «Днепр». Является агентом Саши Балича.
26 августа 2016 года стал почетным консулом Украины в Хорватии.

## Достижения
- Чемпион Хорватии: 2001/02

## Семья
Женат, жена Ведрана, с которой имеет четверых детей: сына Ивана (род. 2008), дочерей Елизавету (род. 2014), Клару (род. 2012), и сына Рафаэль (род. 2016).

## Благотворительность
Пирич помогает украинским солдатам, раненным во время вооружённого конфликта на востоке Украины, и детям, пострадавшим в результате военных действий. Летом 2015 года организовал выезд в Хорватию для оздоровления и реабилитации 300 детей-переселенцев из Донбасса.
В 2016 году организовал реабилитацию 50 украинских военных и оздоровление 300 детей погибших и раненых бойцов АТО.